# IC 4129
IC 4129 ist eine elliptische Galaxie vom Hubble-Typ E3 im Sternbild Coma Berenices am Nordsternhimmel, die schätzungsweise 852 Millionen Lichtjahre von der Milchstraße entfernt ist. 

Im selben Himmelsareal befinden sich u. a. die Galaxien IC 4119, IC 4125, IC 4130, IC 4141.
Das Objekt wurde am 27. Januar 1904 von Max Wolf entdeckt.